# 샌덜릭 -69도 202a
샌덜릭 -69도 202a(Sanduleak -69° 202a)는 초신성 1987A가 폭발하기 전의 본체로, ‘샌덜릭 -69도 202’를 구성하는 세 개의 별들 중 하나였다. 이 별은 1987년 초신성 폭발을 일으킨 후 소멸했다. 폭발하기 직전 이 별은 겉보기 등급 +12에 반지름은 태양의 약 40~50배로 추측되는 청색 초거성이었다. 이 별은 1970년 루마니아-미국계 천문학자 니콜라스 샌덜릭이 만든 항성 목록에 실려 있었으나 폭발 전에는 광점 하나에 불과하여 주목을 받지는 못했다. 이 별은 망원경이 발명된 이후 맨눈으로도 보일 정도의 초신성 폭발을 보인 최초 천체라는 점에서 재조명 되었다.
종전 초신성 1987A의 본체는 적색 초거성일 것으로 예상했으나, 폭발한 장소를 찍어 두었던 예전 사진 기록을 검토한 결과 샌덜릭 -69도 202a로 판명이 되었다. 그때까지의 항성진화 이론에 따르면 별은 적색 초거성으로 진화한 후 초신성 폭발 과정을 밟는 것으로 알고 있었기 때문에 폭발 직전 상태가 청색 초거성라는 사실에 천문학계는 기존의 이론을 수정해야 했다. 이후 일부 초신성들의 전신(前身)이 청색 초거성이라는 사실은 검증되면서 학계에 수용되었다.
이 별은 대마젤란 은하 내의 독거미 성운 근처(지구에서 약 17만 광년 떨어져 있음)에 있었으며, 사람들에게 잘 알려진 천체 근처에 있었던 덕분에 폭발하기 전의 사진을 많이 남길 수 있었고, 폭발 전과 후의 사진을 겹쳐서 대조한 결과 초신성 1987A의 본체였음이 밝혀졌다. 질량으로 미루어 볼 때 샌덜릭 -69도 202a의 나이는 600만 년 정도였을 것으로 추측하고 있다.
밝은 청색변광성 후보 HD 168625 주위에 샌덜릭 -69도 202a와 비슷한 쌍극 성운 구조가 형성되어 있는데, 이로부터 202 역시 가까운 과거에 한때 밝은 청색변광성이었던 적이 있는 것으로 추정된다. 그러나 폭발 직전에는 일반적인 청색 초거성이었다.

## 같이 보기
- 중성미자 천문학
- 초신성 목록

## 참고 문헌
- 노모토, 하루요 (1997). 《초신성 1987A와 별의 성장-별의 장렬한 최후의 모습》. 전파과학사. ISBN 89-7044-482-3 03440 |isbn= 값 확인 필요: length (도움말).

1. 1 2 3 4  Sanduleak, N. (1970). “A deep objective-prism survey for Large Magellanic Cloud members”. 《Contribution》 89. Bibcode:1970CoTol..89.....S.
2. 1 2 3 4 5  Smith, N. (2007). “Discovery of a Nearby Twin of SN 1987A's Nebula around the Luminous Blue Variable HD 168625: Was Sk -69 202 an LBV?”. 《The Astronomical Journal》 133 (3): 1034–1538. arXiv:astro-ph/0611544. Bibcode:2007AJ....133.1034S. doi:10.1086/510838.
3. ↑  Podsiadlowski, P. (1992). “The progenitor of SN 1987 A”. 《Publications of the Astronomical Society of the Pacific》 104: 717. Bibcode:1992PASP..104..717P. doi:10.1086/133043.
4. ↑  Georgy, C.; Meynet, G.; Walder, R.; Folini, D.; Maeder, A. (2009). “The different progenitors of type Ib, Ic SNe, and of GRB”. 《Astronomy and Astrophysics》 502 (2): 611. arXiv:0906.2284. Bibcode:2009A&A...502..611G. doi:10.1051/0004-6361/200811339.